# Iriania
Iriania is een geslacht van vlinders van de familie stippelmotten (Yponomeutidae).

## Soorten
- I. anisoptera Diakonoff, 1955
- I. auriflua Diakonoff, 1955
- I. lutescens Diakonoff, 1955
- I. minor Diakonoff, 1955
- I. mystica Diakonoff, 1955
- I. ochlodes Diakonoff, 1955
- I. tricosma Diakonoff, 1955